# 洪濑镇
洪瀨鎮是中国福建省泉州市南安市的一个镇，南安市早期的商贸重镇，交通便利。目前镇区内主要有三大工业区，主要以针织、化工、鞋帽为主要支撑产业，该镇的名小吃“洪瀨鸡爪”是泉州市的特色小吃。

## 行政区划
洪瀨鎮辖4个社区、18个行政村：
洪南社区、洪东社区、洪西社区、洪北社区、西林村、前峰村、谯琉村、建洪村、溪霞村、集新村、坝田村、扬美村、葵山村、厝斗村、葵星村、东林村、福林村、三林村、都心村、跃进村、前瑶村、大洋村。